# Demetre Rivers
Demetre Earl Rivers (Charleston, 7 dicembre 1995) è un cestista statunitense, che gioca come ala, nella Pallacanestro Brescia.

## Statistiche

### College
| Anno      | Squadra      | PG  | PT | MP   | TC%  | 3P%  | TL%  | RP  | AP  | PRP | SP  | PP   |
| --------- | ------------ | --- | -- | ---- | ---- | ---- | ---- | --- | --- | --- | --- | ---- |
| 2014-2015 | Mercer Bears | 21  | 0  | 2,0  | 12,5 | 20,0 | 75,0 | 0,0 | 0,0 | 0,0 | 0,1 | 0,3  |
| 2015-2016 | Mercer Bears | 34  | 33 | 24,2 | 43,1 | 37,4 | 86,5 | 3,2 | 0,9 | 0,4 | 0,3 | 9,7  |
| 2016-2017 | Mercer Bears | 32  | 32 | 30,0 | 47,5 | 34,8 | 82,1 | 3,0 | 1,3 | 0,4 | 0,3 | 11,2 |
| 2017-2018 | Mercer Bears | 34  | 33 | 28,5 | 51,0 | 35,3 | 89,8 | 3,2 | 0,9 | 0,5 | 0,2 | 10,9 |
| Carriera  | Carriera     | 121 | 98 | 23,1 | 46,8 | 35,6 | 86,3 | 2,6 | 0,9 | 0,4 | 0,2 | 8,8  |